# Raposa do Campanário
O Grêmio Recretivo Cultural Escola de Samba Raposa do Campanário é uma escola de samba de Diadema, SP. Foi fundada no dia 1º de janeiro de 1979, na Rua Rio Pardo, quando se reuniram: Jacó, Geni, Gigi, Joãozinho, Divo, entre outros. Eles queriam fundar um bloco carnavalesco, logo que o bairro não tinha nenhum representante no Canaval, porém, Jacó quis fundar uma Escola de Samba, pois a representividade seria maior, Unidos do Campanário e Império de São Judas foram nomes sugeridos, mas Jacó sugeriu Raposa do Campanário, pois a raposa é um animal esperto, e assim se mantém, assim as cors seriam: vermelho, verde e branco. No ano de 1979 desfilou no anivesário da cidade (8 de dezembro), ficou inativa até 1988, quando o Carnaval diademense ficou mais competitivo.
Campeã em 2005 e 2007, em 2012 a escola acabou entre as últimas do grupo principal, sendo rebaixada.

## Carnavais
| Ano  | Colocação   | Grupo | Enredo | Ref.         |
| ---- | ----------- | ----- | --- | ------------ |
| 2004 |             | Único | O reino de Poseidon                                                                                          | [ 3 ]        |
| 2005 | Campeã      | Único | Deuses gregos no dia-a-dia da minha comunidade                                                               | [ 1 ] [ 4 ]  |
| 2006 | Vice-campeã | 1     | | [ 5 ]        |
| 2007 | Campeã      | 1     | Me leva Brasil: Uma viagem pela diversidade cultural entre: danças, ritmos e tradições                       | [ 6 ] [ 7 ]  |
| 2008 | Vice-campeã | 1     | O voo encantado da Fênix, da África para o Mundo                                                             | [ 8 ]        |
| 2009 | 5º lugar    | 1     | Três Décadas de Samba, a Raposa Faz a Festa Dentro da Festa dos 20 Anos de Carnaval Oficial da Minha Diadema | [ 9 ] [ 10 ] |
| 2012 | 6º lugar    | 1     | | [ 11 ]       |